# Safet Halilović
Safet Halilović (Orahova, 3. travnja 1951. - Sarajevo, 10. svibnja 2017.), bio je bosanskohercegovački političar, predsjednik Federacije Bosne i Hercegovine od 1. siječnja 2002. do 27. siječnja 2003. Doktorirao je 1988. na Fakultetu političkih znanosti u Sarajevu. U politiku je ušao 1991. kao član Stranke demokratske akcije, ali ju je 1996. napustio i osnovao Stranku za Bosnu i Hercegovinu.